# ساردینیا و کورسیکا (استان رومی)
استان ساردینیا و کورسیکا ( لاتین: Provincia Sardinia et Corsica  یکی از استان‌های روم باستان شامل جزایر ساردینیا و کورس بود.